# Bubenečská vodárenská věž
Bubenečská vodárenská věž je zaniklá stavba v Praze-Bubenči, která stála na dvoře Základní školy v Korunovační ulici.

## Historie
Roku 1901 byl v Bubenči postaven městský vodovod, který získával pitnou vodu z vodního zdroje ve Struhách. Voda se čerpala ze studny pomocí čerpací stanice v domě čp. 200 v Bučkově ulici (Rooseveltova) a odtud ji vedlo potrubí do vodárenské věže a také do třinácti stojanů v ulicích Bubenče.
Vodárenská věž postavená ing. Karlem Kressem v Korunovační ulici měla zemní izolační zásyp a  zakryta byla stanovou střechou s ochozem. Zděná, válcovitá, dvoupodlažní věž byla obložena lomovým kamenem, měla výšku 8,20 metru a v průměru 8,65 metru.
Od roku 1914 sloužila pouze v případech poruchy nově zavedeného káranského vodovodu a v provozu byla ještě roku 1927. Na podzim roku 1959 byla věž zbourána a místo uvolněno pro potřeby školy. Materiál ze zbořeniště byl použit pro stavbu pavilonu v ulici Na Výšinách.